# 埃德维纳斯·克伦戈尔恰斯
埃德维纳斯·克伦戈尔恰斯（Edvinas Krungolcas，1973年1月21日—）是退役的立陶宛現代五項選手，曾在2008年北京奧運奪得男子現代五項的銀牌，分數5548分，比獲得銅牌的立陶宛選手安德烈斯·扎德內普羅夫斯基（得分5524分）要高24分。
克伦戈尔恰斯在2006年世界現代五項錦標賽中獲得男子個人金牌，在2006年、2009年及2010年世界現代五項錦標賽中獲得男子團體金牌，並且獲選2008年立陶宛年度最佳運動員。
克伦戈尔恰斯在2013年1月21日宣佈結束他現代五項的運動員生涯，他是2016年奧運中的工作人員。

## 外部連結
- Edvinas Krungolcas （页面存档备份，存于） at UIPM

| 獎項                         | 獎項                      | 獎項                       |
| ---------------------------- | ------------------------- | -------------------------- |
| 前任： 拉穆纳斯·希什考斯卡斯 | 立陶宛年度最佳運動員 2008 | 繼任： 西蒙娜·克鲁佩茨凯特 |